# Heilig Hartbeeld (Ginneken)
Het Heilig Hartbeeld is een standbeeld in Ginneken, nu een wijk van Nederlandse stad Breda.

## Achtergrond
Het Heilig Hartbeeld van beeldhouwer August Falise werd in 1926 geplaatst op het voorplein van de Sint-Laurentiuskerk. Een gedenkplaat bij het beeld vermeldt de tekst 

Opgericht door den Zeer Eerw. Heer Pastoor A.H. v. Dijk - overl. 11 April 1926 - onthuld door den Zeer Eerw. Heer Pastoor G.J.K. v. Wees - Ginneken 25 Juli 1926

## Beschrijving
Een bronzen Christusfiguur met gespreide armen met op zijn borst zichtbaar het Heilig Hart en achter zijn hoofd een kruisnimbus. Het beeld staat op een marmeren, achtzijdige sokkel, waarop een aantal wapenschilden is aangebracht.

## Rijksmonument
Het beeldhouwwerk is erkend als rijksmonument, onder meer "als bijzondere uitdrukking van de ontwikkeling van de Heilig Hart-devotie in het interbellum" en "vanwege de relatie met de reeds eerder beschermde kerk van J.Th.J. Cuypers"